# Тихоокеански буревестник
Тихоокеанският буревестник (Puffinus pacificus) е вид птица от семейство Procellariidae.

## Разпространение и местообитание
Разпространен е в Австралия, Британска индоокеанска територия, Вануату, Гватемала, Гуам, Еквадор, Йемен, Индия, Индонезия, Кения, Кирибати, Китай, Кокосови острови, Колумбия, Мавриций, Мадагаскар, Малайзия, Малдивите, Малки далечни острови на САЩ, Маршалови острови, Мексико, Микронезия, Мозамбик, Никарагуа, Нова Каледония, Норфолк, Оман, Палау, Папуа Нова Гвинея, Реюнион, Самоа, САЩ, Северни Мариански острови, Сейшелите, Соломоновите острови, Сомалия, Тонга, Фиджи, Филипините, Френска Полинезия, Хондурас, Шри Ланка и Япония.